# Mees Hilgers
Mees Hilgers (Amersfoort, 13 maggio 2001) è un calciatore olandese naturalizzato indonesiano, difensore del Twente e della nazionale indonesiana.

## Biografia
Nato nei Paesi Bassi, ha origini indonesiane. Grazie a queste ha ottenuto la cittadinanza indonesiana il 30 settembre 2024.

## Caratteristiche tecniche
Difensore centrale di piede mancino, fa del senso della posizione la sua caratteristica principale, oltre a essere attento nelle coperture e puntuale nelle chiusure. Possiede inoltre un piede molto educato e una buona visione di gioco che lo rendono utile nell'impostazione l'azione dalle retrovie. Forte fisicamente, sa farsi anche nei contrasti a terra e nel gioco aereo. Al contempo dispone anche di buona velocità.

## Carriera

### Club
Nato ad Amersfoort da padre olandese e madre indonesiana, inizia a giocare a calcio Nieuwland e nello Sparta Nijkerk dove rimane fino al 2011 quando entra a far parte del settore giovanile del Twente; nel maggio 2020 firma un contratto con l'Academy condivisa fra Twente ed Heracles Almelo e dopo essersi allenato con entrambe le squadre ad ottobre decide di firmare un contratto professionistico con il club biancorosso.
Il 5 dicembre seguente debutta fra i professionisti in occasione dell'incontro di Eredivisie vinto 2-1 contro l'Ajax.

### Nazionale
Nel 2022 ha giocato una partita con la nazionale olandese Under-21.
Successivamente decide di rappresentare l'Indonesia, nazionale delle sue origini, con cui ha esordito il 10 ottobre 2024 nel pareggio per 2-2 in casa del Bahrein.

## Statistiche

### Presenze e reti nei club
Statistiche aggiornate al 19 febbraio 2025.
| Stagione        | Squadra         | Campionato      | Campionato | Campionato | Coppe nazionali | Coppe nazionali | Coppe nazionali | Coppe continentali | Coppe continentali | Coppe continentali | Altre coppe | Altre coppe | Altre coppe | Totale | Totale | Totale |
| Stagione        | Squadra         | Comp            | Pres       | Reti       | Comp            | Pres            | Reti            | Comp               | Pres               | Reti               | Comp        | Pres        | Reti        | Pres   | Reti   |        |
| --------------- | --------------- | --------------- | ---------- | ---------- | --------------- | --------------- | --------------- | ------------------ | ------------------ | ------------------ | ----------- | ----------- | ----------- | ------ | ------ | ------ |
| 2020-2021       | Twente          | ED              | 3          | 0          | CO              | 0               | 0               |                    | -                  | -                  |             | -           | -           | 3      | 0      |        |
| 2021-2022       | Twente          | ED              | 24         | 1          | CO              | 2               | 0               |                    | -                  | -                  |             | -           | -           | 26     | 1      |        |
| 2022-2023       | Twente          | ED              | 30         | 1          | CO              | 1               | 0               | UECL               | 4                  | 0                  |             | -           | -           | 35     | 1      |        |
| 2023-2024       | Twente          | ED              | 28         | 0          | CO              | 0               | 0               | UECL               | 5                  | 0                  |             | -           | -           | 33     | 0      |        |
| 2024-2025       | Twente          | ED              | 16         | 1          | CO              | 0               | 0               | UCL+UEL            | 2+7                | 1+0                |             | -           | -           | 25     | 2      |        |
| Totale carriera | Totale carriera | Totale carriera | 101        | 3          |                 | 3               | 0               |                    | 18                 | 1                  |             | -           | -           | 122    | 4      |        |